# Cirrhochrista spissalis
Cirrhochrista spissalis is een vlinder uit de familie van de grasmotten (Crambidae), uit de onderfamilie van de Spilomelinae. De wetenschappelijke naam van deze soort is voor het eerst voorgesteld door Achille Guenée in een publicatie uit 1854.

## Verspreiding
De soort komt voor in Japan, India, Taiwan, de Filipijnen en Indonesië (Java, Sulawesi).

## Waardplanten
De rups leeft op Ficus carica (Moraceae).